# العومري (ذي السفال)

تعديل مصدري - تعديل

العومري هي إحدى قرى عزلة وادي ضباء بمديرية ذي السفال التابعة لمحافظة إب، بلغ تعداد سكانها 90 نسمة حسب تعداد اليمن لعام 2004.